# Graciela Taquini
Graciela Taquini (Buenos Aires, 1 de julio de 1941) es una artista, curadora y docente argentina que ha desarrollado la mayor parte de su producción artística en el área del video experimental monocanal. Sus obras han recibido diferentes premios, entre ellos el Premio de la Asociación de Críticos de Arte de la Argentina al mejor guion, el Primer Premio del Festival Videobrasil, y, en 2005, el Premio a la Acción Multimedia, Asociación Argentina de Críticos de Arte. Ha sido apodada "la tía del videoarte argentino" por su temprana participación e interés en dicha disciplina. En 2012 recibió la Premio Konex de Platino en Video Arte. Es miembro de número de la Academia Nacional de Bellas Artes.

## Biografía
En su infancia asistió a un colegio inglés, uno estatal y el Colegio Santa Rosa, del cual egresó con el título de Maestra Normal Nacional.
Taquini se recibió de Profesora y Licenciada en Historia de las Artes en la Facultad de Filosofía y Letras de la Universidad de Buenos Aires (UBA). Luego de graduarse en 1969, se desempeñó como ayudante en la cátedra de Arte Medieval.
En 1971-1972 recibió una beca por parte del Instituto de Cultura Hispánica de Buenos Aires para realizar cursos en la Universidad Central de Barcelona, España.
En 1979 comenzó a trabajar para la Municipalidad de la Ciudad de Buenos Aires, en el Museo de Motivos Populares Argentinos "José Hernández". 
Entre 1980 y 1981 se mudó a los Estados Unidos, donde dio clases de español y de arte en el Bennington College de Vermont. Al finalizar el año lectivo, obtuvo una pasantía en el Museo de Historia Norteamericana del Instituto Smithsoniano de Washington donde realizó una serie de cursos sobre museografía.
Se desempeñó como docente en el nivel medio, el universitario y el de posgrado en instituciones públicas y privadas tales como la Facultad de Arquitectura, Diseño y Urbanismo de la UBA, la Facultad de Filosofía y Letras de la UBA, la Universidad Nacional de La Plata, la Escuela de Diseño Multimedial de la Universidad Maimónides, la Universidad Nacional de Córdoba, la Universidad Argentina de la Empresa, la Escuela de Bellas Artes de Luján, la Escuela de Bellas Artes Lola Mora, la Escuela Nacional de Cerámica y la Universidad Nacional de Tres de Febrero, (UNTREF). Enseñó historia del cine, historia del arte y curaduría.
Durante más de 30 años trabajó para diferentes organismos culturales dependientes del Gobierno de la Ciudad Autónoma de Buenos Aires.
Se ha desempeñado como jurado internacional y curadora de muestras argentinas en países como Colombia, Cuba, Francia, España, Perú, Portugal y Uruguay.
En 2004 fue beneficiada con una beca por parte de la Secretaría de Cultura de la Presidencia de la Nación para viajar en calidad de curadora de la muestra Horizonte, Champ Libre, Montreal, Canadá. En 2007 recibió, de Fundación Telefónica, la beca Proyecto Intercampos y, en 2010, otra para proyectos grupales, del Fondo Nacional de las Artes, con la que realizó el proyecto "Paralelas y meridianos".

## Películas
- La obra secreta (2018)[9]

## Obras[10]
- Todo espectador es un cobarde o un traidor (1968)
- Roles (1988)
- Psycho x Borges (1997)
- Play/rec (2000)
- Lo sublime banal (2004)
- Resonancia (2005)
- Granada (2005)
- Cuerpo (2005)
- Cadáveres (2007)
- Borderline (2007)
- Sísifa (2007)
- Secretos (2007)
- Estampilla para vórtice (2008)
- Quebrada (2008 / 2009)
- El mundo de... (2009)
- Qué hay entre los unos y los ceros (2009)
- ROTA (2010)
- Lugar común (2010 / 2011)
- Fin del mundo (2011)

## Reconocimientos y galardones
- Reconocimiento como "Personalidad destacada de la Universidad de Buenos Aires" (2021),[11] durante los festejos por el Bicentenario de dicha universidad,[12] recibiendo también una medalla personalizada, una moneda acuñada por la Casa de la Moneda y un sello postal del Correo Argentino (especialmente elaborados para la ocasión).[13]
- Premio Igualdad Cultural por parte de la Secretaria de Cultura de la Nación (2013).[6]
- Premio Konex de Platino 2012 de Artes Visuales y Diploma al mérito 2012 de Artes Visuales en la disciplina de Video Arte.[14][15]
- Premio a la Acción Multimedia (2005) por parte de la Asociación Argentina de Críticos de Arte.[1]
- Primer Premio en el 15° Festival Video Brasil (2005) por su video Lo sublime/banal.[16]
- Premio Mención de Honor del jurado (categoría "Instalaciones y nuevos medios") en el Salón Nacional de Artes Visuales del Palais de Glace, Buenos Aires, Argentina (2005) por su video Granada.[16][17]
- Tercer Premio en la categoría Video del Concurso Mamba - Fundación Telefónica (2005) por su video Granada.[16]
- "Mejor difusión del arte en los medios" por el guion Play Rec, otorgado por la Secretaria de Cultura de La Nación (2001).[18]
- Premio Leonardo Estarico al Guion (1999) por su obra 1816 Primer retrato de Buenos Aires del pintor inglés Emeric Essex Vidal.[19]